# Hôtel de l'Escalopier
L'hôtel de l'Escalopier est un hôtel particulier situé au 25, place des Vosges à Paris, en France.

## Historique
L'hôtel est d'abord la propriété du conseiller d'État Pierre Gobelin du Quesnoy. Il tente d'incendier son pavillon par dépit amoureux pour mademoiselle de Tonnay-Charente, la future madame de Montespan. Il le loue ensuite aux Maillé-Brézé et le vend en 1694 au conseiller au parlement Gaspard de l'Escalopier (1640 - 1708) avec qui il était parent.
L'édifice est classé au titre des monuments historiques en 1956.
En 2000, la société Lady Jane, manifestement propriétaire des lieux, obtient le droit de démolir les dépendances situées sur les lots 12 à 20.

## Description

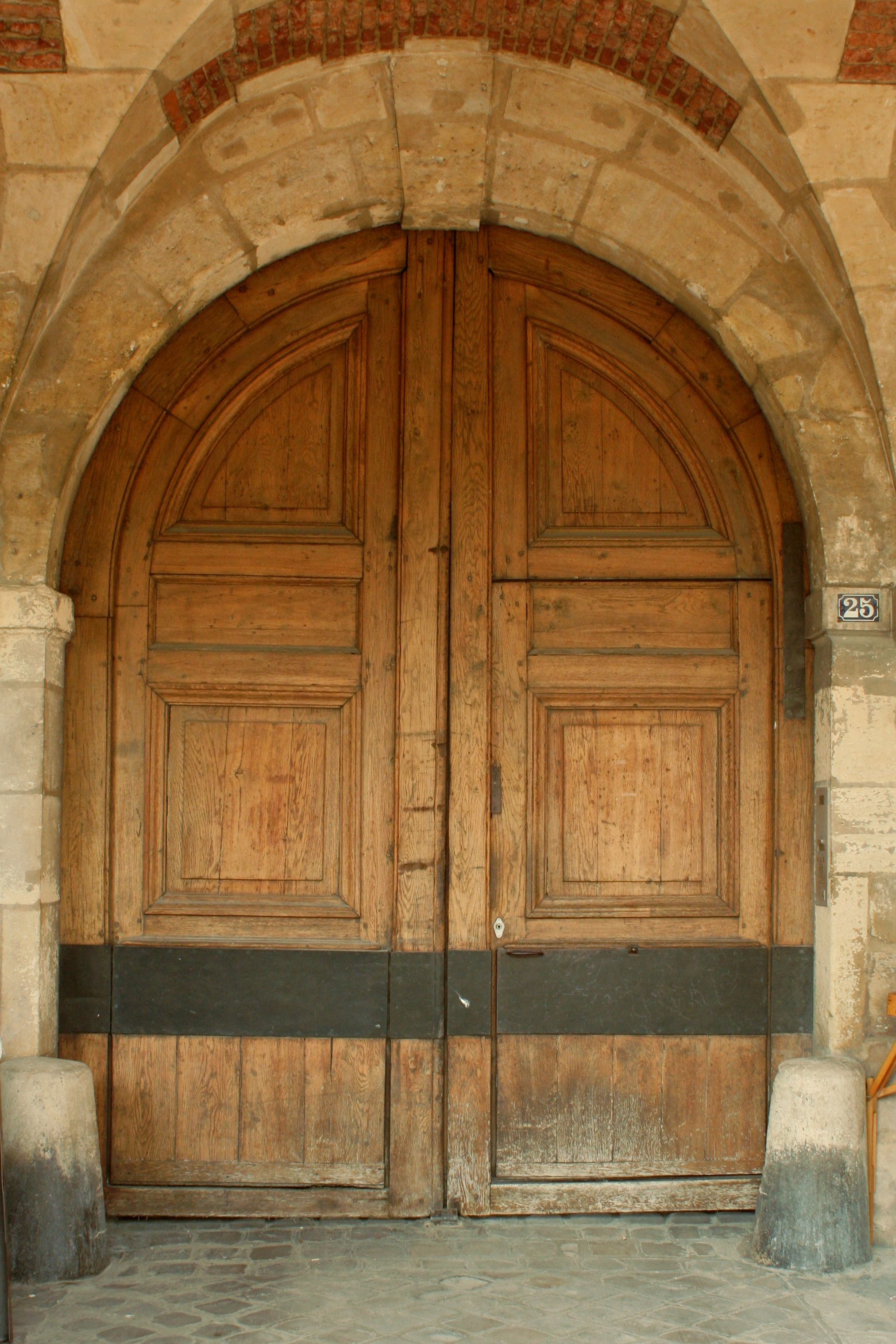
Porte de l'hôtel de l'Escalopier.

L'hôtel de l'Escalopier est situé dans le 3e arrondissement de Paris, au 25 place des Vosges. Il se trouve sur le côté nord de la place, entre l'hôtel de Bassompierre et le pavillon de la Reine.
La façade de l'hôtel côté place est 